# Mausohrkolonien im Naturraum Oberpfälzisch-Bayerischer Wald
Mausohrkolonien im Naturraum Oberpfälzisch-Bayerischer Wald este o arie protejată (arie specială de conservare — SAC, sit de importanță comunitară — SCI) din Germania întinsă pe o suprafață de 0,07 ha, integral pe uscat.

## Localizare
Centrul sitului Mausohrkolonien im Naturraum Oberpfälzisch-Bayerischer Wald este situat la coordonatele 49°24′52″N 12°24′51″E / 49.4144°N 12.4142°E.

## Înființare
Situl Mausohrkolonien im Naturraum Oberpfälzisch-Bayerischer Wald a fost declarat sit de importanță comunitară în martie 2001 pentru a proteja 1 specie de animale. Situl a fost protejat și ca arie specială de conservare în aprilie 2016.

## Biodiversitate
Situată în ecoregiunea continentală, aria protejată nu include niciun habitat protejat.
La baza desemnării sitului se află o specie protejată de  mamifere: liliac comun (Myotis myotis).